# Ут (Иркутская область)
Ут — деревня в Нижнеудинском районе Иркутской области.

## География
Деревня находится в 112 километрах от Нижнеудинска (райцентра) и 11 километрах от Катарбея (центра сельского поселения), расположена на берегу реки Ут, притока реки Уды.

## История
В 1916 году относилось к Катарбейской волости Нижнеудинского уезда Иркутской губернии.
К 1940-м годам входил в состав Караугунского сельсовета.

## Население
По данным Всероссийской переписи населения 2010 года население НП составило 4 человека.

## Власть
Деревня в административном плане относится к Катарбейскому муниципальному образованию Нижнеудинского района Иркутской области.